# ポタワタミー郡 (アイオワ州)
座標: 北緯41度20分 西経95度32分 / 北緯41.333度 西経95.533度
ポタワタミー郡（英: Pottawattamie County）は、アメリカ合衆国アイオワ州の郡である。人口は9万3667人（2020年） 。面積では州内で第2位の郡である。郡庁所在地はカウンシルブラフスであり、同郡で人口最大の都市である。ポタワタミー郡は1848年に設立され、郡名はポタワタミー族インディアンに因んで名付けられた。
ポタワタミー郡はネブラスカ州に跨るオマハ都市圏8郡のうち、アイオワ州に属する3郡の1つである。

## 地理
アメリカ合衆国国勢調査局に拠れば、郡域全面積は959.94平方マイル (2,486.2 km2)であり、このうち陸地954.26平方マイル (2,471.5 km2)、水域は5.68平方マイル (14.7 km2)で水域率は0.59％である。

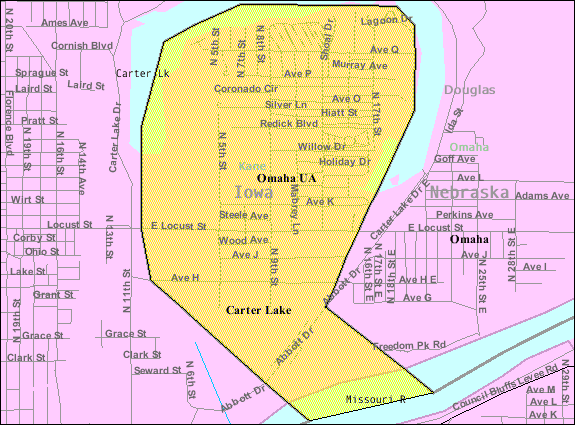
カーターレイク市の領域、右下の青色がミズーリ川

ミズーリ川の流れが変わることと、アメリカ合衆国最高裁判所の裁定があったことで、郡の一部であるカーターレイク市は、ミズーリ川の対岸になってしまっている。ここに行くにはネブラスカ州に一度入ってから行くしかなく、直接繋がる橋は無い。

### 主要高規格道路
| - 州間高速道路29号線 - 州間高速道路80号線 - 州間高速道路480号線 - 州間高速道路680号線 - アメリカ国道6号線 - アメリカ国道59号線 | - アメリカ国道275号線 - アイオワ州道33号線 - アイオワ州道92号線 - アイオワ州道165号線 - アイオワ州道191号線 - アイオワ州道192号線 |

### 隣接する郡
- ハリソン郡  - 北
- シェルビー郡 - 北東
- カス郡 - 東
- モンゴメリー郡 - 南東
- ミルズ郡 - 南
- サーピィ郡 (ネブラスカ州) - 南西
- ダグラス郡 (ネブラスカ州) - 西
- ワシントン郡 (ネブラスカ州) - 北西

### 国立保護地域
- デソト国立野生生物保護区(部分）

## 人口動態

### 2010年国勢調査
以下は2010年国勢調査による人口統計データである。
基礎データ
- 人口: 93,158人
- 人口密度: 38人/km2（98人/mi2）
- 住居数: 39,330軒
- 使用住居: 36,775軒[5]

### 2000年国勢調査

2000人口ピラミッド

以下は2000年国勢調査による人口統計データである。
| 基礎データ - 人口: 87,704人 - 世帯数: 33,844 世帯 - 家族数: 26,623 家族 - 人口密度: 35人/km2（92人/mi2） - 住居数: 35,761軒 - 住居密度: 14軒/km2（38軒/mi2） 人種別人口構成 - 白人: 95.98% - アフリカン・アメリカン: 0.77% - ネイティブ・アメリカン: 0.37% - アジア人: 0.48% - 太平洋諸島系: 0.02% - その他の人種: 1.27% - 混血: 1.11% - ヒスパニック・ラテン系: 3.30% 年齢別人口構成 - 18歳未満: 26.0% - 18-24歳: 9.1% - 25-44歳: 28.6% - 45-64歳: 22.7% - 65歳以上: 13.7% - 年齢の中央値: 36歳 - 性比（女性100人あたり男性の人口） - 総人口: 95.5 - 18歳以上: 92.6 | 世帯と家族（対世帯数） - 18歳未満の子供がいる: 32.3% - 結婚・同居している夫婦: 53.6% - 未婚・離婚・死別女性が世帯主: 11.8% - 非家族世帯: 30.2% - 単身世帯: 24.9% - 65歳以上の老人1人暮らし: 10.0% - 平均構成人数 - 世帯: 2.54人 - 家族: 3.03人 収入と家計 - 収入の中央値 - 世帯: 40,089米ドル - 家族: 47,105米ドル - 性別 - 男性: 31,642米ドル - 女性: 24,243米ドル - 人口1人あたり収入: 19,275米ドル - 貧困線以下 - 対人口: 8.4% - 対家族数: 6.4% - 18歳未満: 11.0% - 65歳以上: 6.3% |

## 都市と町

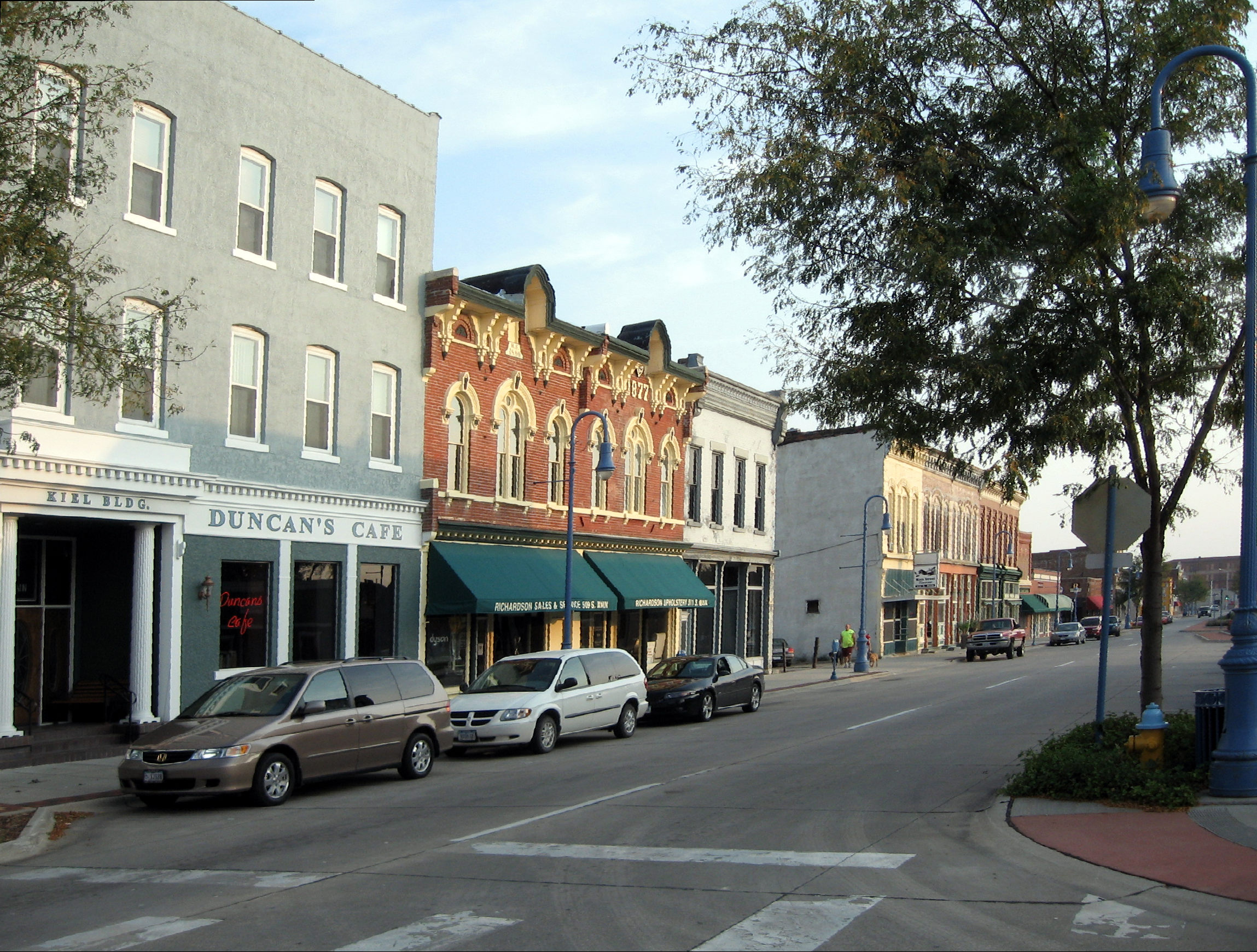
カウンシルブラフス市の古い街並み

| - カウンシルブラフス - 郡庁所在地 - アボカ - カーソン - カーターレイク - クレセント - ハンコック - マセドニア | - マクレルランド - ミンデン - ネオラ - オークランド - トレイナー - アンダーウッド - ウォルナット |

### 未編入の町
- ハニークリーク
- ラブランド

### 郡区
- ベルナップ郡区
- ブーマー郡区
- カーソン郡区
- センター郡区
- クレセント郡区
- ガーナー郡区
- グローブ郡区
- ハーディン郡区
- ヘーゼルデル郡区
- ジェームズ郡区
- ケイン郡区
- ケグクリーク郡区
- ノックス郡区
- レイク郡区
- レイトン郡区
- ルイス郡区
- リンカーン郡区
- マケドニア郡区
- ミンデン郡区
- ネオラ郡区
- ノーウォーク郡区
- プレザント郡区
- ロックフォード郡区
- シルバークリーク郡区
- バレー郡区
- ワシントン郡区
- ウェーブランド郡区
- ライト郡区
- ヨーク郡区